# 최고인민회의 상임위원회
최고인민회의 상임위원회(最高人民會議常任委員會)는 최고인민회의의 형식적 역할을 보완하기 위해 조직된 기관이다.

## 역사
원래는 최고인민회의 폐회 및 휴회 기간 동안 역할을 보완하는 기구였다. 본래 최고인민회의는 상설회의였으나, 1998년 9월 5일 개최된 최고인민회의 10기 1차 회의에서의 헌법 개정을 통해 이름이 바뀜은 물론 주석이 가지고 있던 외국에 대한 국가 대표권을 최고인민회의 상임위원장이 가지게 되었고 중앙인민위원회가 폐지되면서 상훈권, 대사권, 특사권, 행정 구역 개폐권 등의 권한도 갖게 되어 최고인민회의의 휴회시 국가 최고 주권 기관으로서의 위치를 가지게 되었다. 
이로써 공식적인 국가 수반은 최고인민회의 상임위원장이나 사실상 조선민주주의인민공화국 국방위원회 국방위원장이 국정을 주도하고 있어 공식적 국가수반인 상임위원장과 실질적 주권자인 국방위원장간의 괴리가 야기되는 현상이 벌어졌었다. 이러한 법적 괴리가 발생한 것은 바로 김정일 국방위원장 시절인데, 상임워원장은 주로 친선 외교에만 투입되었기에 이는 별다른 문제가 되지 않았다.
그러다가 2018년에 헌법 개정이 이뤄지면서 상임위원회 상임워원장이 보유하던 외국에 대한 국가 대표권이 다시 조선민주주의인민공화국 국무위원장으로 넘어가면서 헌법상 국가원수 지위를 잃게 되었다.

## 조직
- 상임위원장
- 부위원장
- 서기장
- 위원

## 같이 보기
- 조선민주주의인민공화국 사회주의헌법
- 조선민주주의인민공화국 국무위원회